# Johannes Weidenbörner
Johannes Weidenbörner (* 19. August 1890 in Leipzig; † 21. Juli 1952 ebenda) war ein deutscher Maler.

## Leben und Werk
Weidenbörner war der Sohn eines Leipziger Mützenmachers. Er studierte bei Fritz Ernst Rentsch, Paul Horst-Schulze und Otto Richard Bossert an der Akademie für Graphik und Buchkunst Leipzig. Er nahm als Soldat am Ersten Weltkrieg teil und arbeitete dann in Leipzig als freischaffender Künstler. Das Adressbuch verzeichnete ihn 1918 erstmalig als Kunstmaler. Er wohnte, auch nach 1945, in der Connewitzer Kochstraße 136.
In der Zeit des Nationalsozialismus war Weidenbörner Mitglied der Reichskammer der bildenden Künste. Für diese Zeit ist seine Teilnahme an 10 Ausstellungen sicher belegt, darunter 1943 die Große Leipziger Kunstausstellung.
Nach dem Ende des NS-Staats arbeitete Weidenbörner wieder als freischaffender Künstler in Leipzig.
Bilder Weidenbörners sind im Kunsthandel präsent.

## Werke (Auswahl)
- o. T. / Stillleben mit Vase, Tuch und herbstlichem Gesteck (Öl auf Hartfaser, 49 × 39 cm)[3]
- Connewitzer Wald (1942, Öl auf Hartfaser)[4]
- Gehöft im Erzgebirge / Auerbach (1944, Öl auf Leinwand, 26 × 30 cm; Sammlung Erzgebirgische Landschaftskunst)[5]
- Ernte (Öl)[6][7]
- Stillleben mit Spiegeleiern (Öl)[8][7]

## Ausstellungen nach 1945
- 1948 und 1953: Leipzig, Museum der bildenden Künste („Leipziger Kunstausstellung“)[9]
- 1952: Chemnitz, Schlossbergmuseum („Mittelsächsische Kunstausstellung“; mit den Ölgemälden Wiesenblumenstrauß und Disteln)
- 1953: Grimma, Galerie Bild der Zeit (Einzelausstellung)[10]